# Noordereilandsnip
De noordereilandsnip (Coenocorypha barrierensis) is een uitgestorven vogel uit de familie Scolopacidae (strandlopers en snippen). Eerder werd deze vogel als een ondersoort beschouwd van de aucklandsnip (C. aucklandica). 

## Verspreiding en leefgebied
Deze soort kwam in de prehistorie voor in Nieuw-Zeeland op het Noordereiland, zoals bleek uit fossiele vondsten. Verder is de vogel slechts bekend door een vondst uit 1870 op Little Barriereiland. De soort wordt sindsdien als uitgestorven beschouwd.